# Parc Nacional de la Terra del Lleopard
El Parc Nacional de la Terra del Lleopard (en rus: национа́льный парк «Земля́ леопа́рда») és un parc nacional creat al krai de Primórie el 5 d'abril de 2012 amb el principal objectiu de preservar i recuperar la població del lleopard més rar del món: el lleopard de l'Amur, que actualment només consta de 91 exemplars a Rússia. Avui dia, més de la meitat d'aquests lleopards viuen al parc nacional. A més, hi viu una altra pantera inclosa al Llibre vermell d'espècies amenaçades de Rússia, el tigre siberià.
El Parc Nacional de la Terra del Lleopard inclou el territori de la Reserva natural de Kedrovaia Pad, així com els territoris adjacents dels districtes de Khasanski, Nadezhdinski, el districte urbà Ussuriski i Vladivostok. Protegeix una superfície de 279 913,652 hectàrees.

## Ubicació
El Parc Nacional de la Terra del Lleopard es troba al krai de Primórie, als districtes de Khassansko i Nadejdinski i als districte urbans d'Ussuriski i Vladivostok. El seu territori s'estén al sud des de la costa de la Badia de l'Amur a la Mar del Japó fins a la frontera russo-xinesa, i des de les fronteres del sud del Parc natural de Poltava a la regió d'Ussuri fins al punt de la frontera estatal de la Federació Russa al llit del riu Tumànnaia. El territori de parc, així com el districte de Khassanski, on s'hi troba la major part, s'estén de nord a sud. La distància des del punt més septentrional al més meridional és d'uns 150 km. La frontera occidental del parc al llarg de tota la seva longitud coincideix amb la frontera estatal de Rússia amb la Xina; la frontera oriental passa parcialment prop del ferrocarril Razdolnoie-Khassan, que transcorre al llarg de la riba la Badia de l'Amur en una secció que va des de la Badia Melkovodnaia fins a l'àrea de l'estació Primorskaia.

## Flora i fauna
El territori de la Terra del Lleopard és una part essencial de l'ecoregió de l'Amur: els boscos mixts de Manxúria. Aquesta és l'única regió de Rússia, tret del Caucas, que no va ser afectada per la darrera glaciació, cosa que va ajudar a preservar la rica diversitat de flora i fauna. És per això que plantes molt antigues hi han crescut fins a l'actualitat, així com espècies pròpies de la fauna tropical. Al parc nacional hi ha descrites 54 espècies de mamífers, 184 espècies d'aus, 7 espècies d'amfibis, 8 espècies de rèptils, 12 espècies de peixos, 940 espècies de plantes vasculars, 283 espècies d'algues d'aigua dolça, 251 espècies de líquens, 179 espècies de molses i 1914 espècies de fongs.
Al territori de parc nacional s'observen espècies la protecció de les quals és d'importància internacional. Es tracta d'espècies indicadores els hàbitats de les quals estan amenaçats i d'espècies rares i en perill d'extinció. Actualment, al voltant de 40 espècies rares i en perill d'extinció requereixen mesures urgents per a llur conservació: 10 d'elles estan assignades a la primera categoria de protecció de la Xina i 23 estan protegides per la llei russa. A més de tigres i lleopards, al parc habiten espècies com l'ós del Tibet, l'os bru, i diversos ungulats (el cérvol sika, el cérvol mesquer, el cabirol de Sibèria, el gòral cuallarg i el senglar), així com el linx nòrdic, el gat de l'Amur, la guineu roja, el toixó asiàtic, el golut, l'eriçó, l'os rentador, el gos viverrí, la mostela de Sibèria, la llúdria comuna, la musaranya i el ratpenat, la llebre de Manxúria, l'esquirol, l'esquirol llistat siberià, 7 espècies d'amfibis i 12 espècies de rèptils.

## Tasques dels treballadors del parc

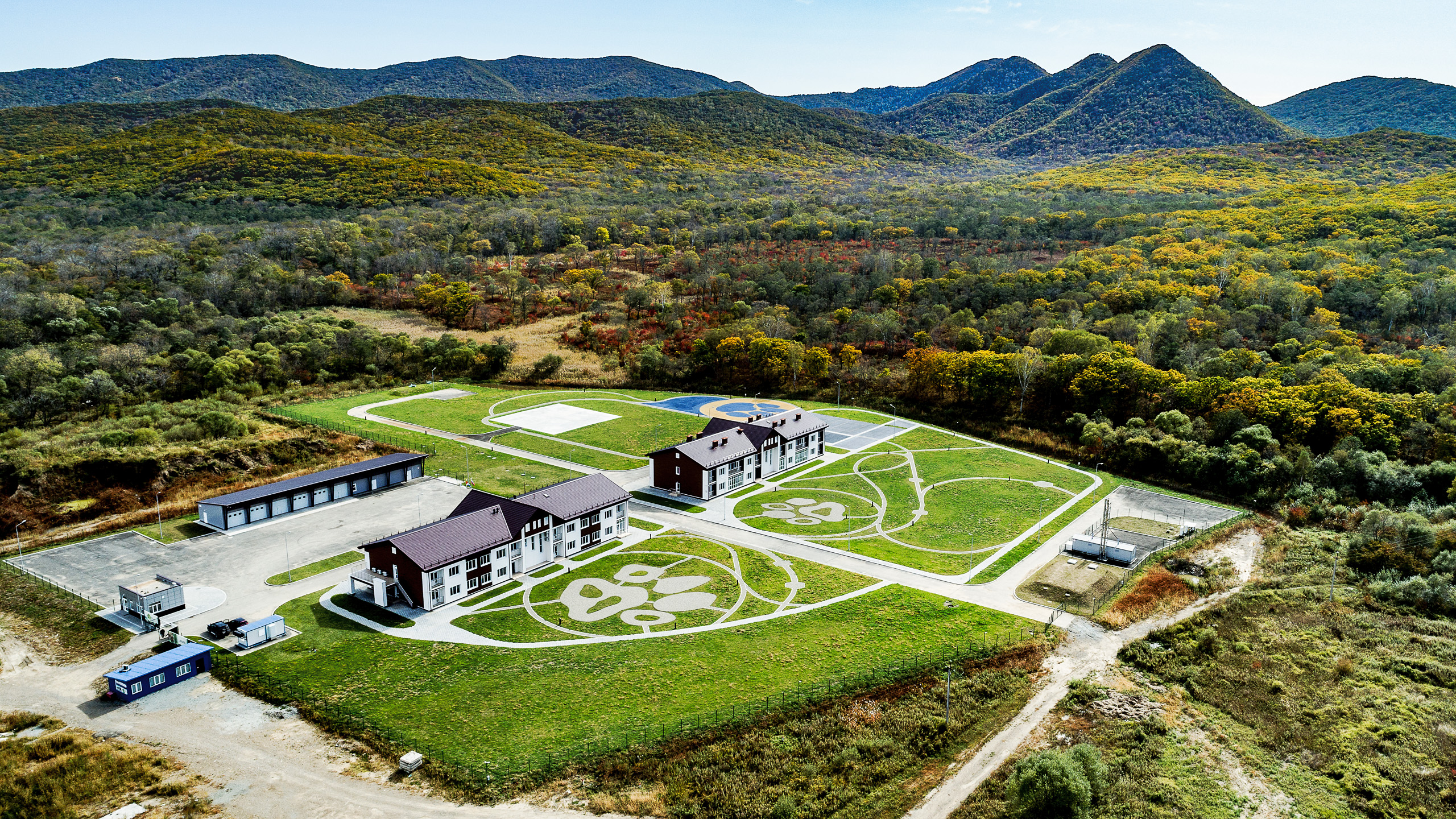
Dependències del Parc Nacional de la Terra del Lleopard i de la Reserva natural de Kedrovaia Pad

Els treballadors del Parc Nacional de la Terra del Lleopard no tan sols es dediquen a la protecció de la natura, sinó també a la recerca científica, l'estudi i el seguiment de l'única població supervivent del lleopard de l'Amur i el grup de fèlids del sud-oest de l'Amur per tal d'aconsellar sobre llur conservació. A més, la direcció del parc està treballant en una xarxa de rutes turístiques.
Els recursos més important per als científics en l'estudi del lleopard de l'Amur són els paranys fotogràfics. Més de 420 unitats treballen al parc nacional durant tot el dia. Les taques a la pell de cada lleopard formen un patró únic propi de cada exemplar, que no canvia al llarg de la vida, tal com les empremtes digitals en els humans. És per aquest patró que els científics distingeixen un exemplar d'un altre. A cada lleopard fixat per a un parany fotogràfic se li assigna un número d'identificació, per exemple, Leo 5F. A més, els lleopards reben noms. El nom que va rebre Leo 5F va ser triat pel cap de l'Administració Presidencial de la Federació de Rússia, Serguei Ivanov, president de la Junta de Supervisió de l'ANO «Lleopards de l'Amur», El lleopard va rebre el nom de Dúnia. Gratsia, Kleopatra, Lord i Druguie són alguns dels noms dels depredadors que viuen al parc nacional de la Terra del Lleopard.
A més de protegir el territori del parc nacional dels caçadors furtius i els incendis forestals, els principals enemics dels tigres i els lleopards, el personal de la Terra de Lleopard col·labora en l'alimentació d'aquests depredadors. Durant el període de nevades i baixes temperatures, els aliments proporcionats pel personal del parc són especialment importants, ja que és força difícil per als ungulats d'obtenir el seu propi menjar considerant que gasten llur energia principal escalfant-se i movent-se entre un gruix de neu elevat, de manera que sempre es garanteixen aliments a les zones d'alimentació, en què es faciliten amb freqüència les existències de diversos tipus d'aliments: cereals a granel (civada, ordi, blat de moro, blat), i farratge (herbes seques, fenc, palla de soja amb beines i branques).
Segons un estudi recent realitzat per científics del parc nacional juntament amb llurs companys xinesos, hi ha almenys 80 lleopards de l'Amur en estat salvatge al món, molts dels quals tenen "doble ciutadania", tot i que una part important de la població es troba a Rússia, fins al punt que només 10 lleopards mai no han estat al territori del krai de Primórie. Com a part del seguiment en 2016, es va registrar un nombre rècord de cries de lleopard de l'Amur: 16 cadells de 9 femelles.
Al novembre de 2016, la direcció del Parc Nacional de la Terra del Lleopard va inaugurar un camí ecològic al llarg del qual els visitants poden moure's lliurement.